# A barátságos és közkedvelt Pókember
A barátságos és közkedvelt Pókember (eredeti cím: Your Friendly Neighborhood Spider-Man) 2025-ben indult  amerikai 2D-s számítógépes animációs szuperhőssorozat, amelyet a Jeff Trammell alkotott. A sorozat a Marvel-moziuniverzum (MCU) tizenkettedik sorozata és az ötödik fázis része, de egy alternatív világban játszódik. A főbb szinkronhangok Hudson Thames, Colman Domingo, Eugene Byrd, Grace Song és Zeno Robinson. 
A sorozat Amerikában és Magyarországon 2025. január 29-én került bemutatásra a Disney+-on.

## Ismertető
Egy alternatív valóságban Tony Stark helyett Norman Osborn lesz, Peter Parker mentora.

## Szereplők

### Főszereplők
| Szereplő                  | Eredeti hang   | Magyar hang    | Leírás |
| ------------------------- | -------------- | -------------- | --- |
| Peter Parker / Pókember   | Hudson Thames  | Baráth István  | 15 éves elsős a Rockford T. Bales gimnáziumba, aki pókszerű képességekre tesz szert, miután megcsípte egy pók. |
| May Parker                | Kari Wahlgren  | Györgyi Anna   | Peter nagynénje.                                                                                               |
| Nico Minoru               | Grace Song     | Gál Réka Ágota | Parker osztálytársa és legjobb barátja.                                                                        |
| Lonnie Lincoln / Sírkő    | Eugene Byrd    | Kuttner Bálint | Parker osztálytársa és a Rockford focicsapatának kapitánya.                                                    |
| Harry Osborn              | Zeno Robinson  | L. Nagy Attila | Norman fia. |
| Norman Osborn             | Colman Domingo | Kőszegi Ákos   | Az Oscorp vezérigazgatója, Harry apja és Parker mentora.                                                       |
| Otto Octavius             | Hugh Dancy     | Vida Péter     | Tudós, aki fejlett technológiájú fegyvereket és felszereléseket ad el különböző bűnözőknek.                    |
| Matt Murdock / Fenegyerek | Charlie Cox    | Fehér Tibor    | Vak ügyvéd a Hell’s Kitchenből, aki álarcos igazságosztóként kettős életet él.                                 |

### Mellékszereplők
| Szereplő                         | Eredeti hang        | Magyar hang            | Leírás                                                                                               |
| -------------------------------- | ------------------- | ---------------------- | --- |
| Pearl Pangan                     | Cathy Ang           | Dér Mária              | Peter osztálytársa és szerelme, aki Lonnie-val randizik.                                             |
| Asha                             | Erica Luttrell      | Tóth Zsófia            | Oscorp gyakornok, aki Vakandából származik                                                           |
| Mrs. Lincoln                     | Erica Luttrell      | Pallai Mara            | Lonnie és Andre anyja.                                                                               |
| Emma                             | Erica Luttrell      | Kanyó Kata             | Peter osztálytársa.                                                                                  |
| Jean Foucault / Fortély          | Anjali Kuanpaneni   | Kiss Anna Gizella      | Oscorp gyakornok.                                                                                    |
| Amadeus Cho                      | Aleks Le            | Katona Péter Dániel    | Oscorp gyakornok.                                                                                    |
| Bentley Wittman                  | Paul F. Tompkins    | Katona Zoltán          | Oscorp tudós.                                                                                        |
| Carla Connors                    | Zehra Fazal         | Réti Adrienn           | Oscorp tudós, aki közvetlenül együtt dolgozik Peterrel a gyakornoksága alatt.                        |
| Susan O'Hara                     | Zehra Fazal         | Ősi Ildikó             | Minoru örökbefogadó anyja.                                                                           |
| Benjamin "Nagy Ben" Donovan      | Leilani Barrett     | Olt Tamás              | A 110. utca banda vezetője.                                                                          |
| Buldózer                         | Ettore "Big E" Ewen | Kádár-Szabó Bence      | A 110. utca banda tagja.                                                                             |
| Mac Gargan / Skorpió             | Jonathan Medina     | Zöld Csaba             | A Skorpiók vezetője.                                                                                 |
| Szimbióta idegen lény            | Kellen Goff         | Eredeti hang           | Szimbióta idegen lény, amely megtámadja a Midtown gimnáziumot.                                       |
| Vincent Patilio                  | Kellen Goff         | Rada Bálint            | Octavius asszisztense.                                                                               |
| Stephen Strange / Doktor Strange | Robin Atkin Downes  | Pataki Ferenc          | Idegsebész, aki egy karrierjét derékba törő autóbaleset után a misztikus művészetek mesterévé vált.  |
| Mr. Lincoln                      | Phil Lamarr         | Orbán Gábor            | Lonnie és Andre apja.                                                                                |
| Phil Grayfield                   | Roger Craig Smith   | Welker Gábor           | A Rockford focicsapatának edzője.                                                                    |
| James Sanders / Speed Demon      | Roger Craig Smith   | Krausz Gergő           | Vasquez szerelme és bűntársa, akinek szupergyorsasága egy fejlett technológiájú csizmából származik. |
| Dimitrij Szmergyakov             | Roger Craig Smith   | Sarádi Zsolt           | Orosz bűnöző, Mila barátja.                                                                          |
| Bután                            | Jake Green          | Konfár Erik            | Piromániás, aki csúcstechnológiás fegyvereket használ.                                               |
| Maria Vasquez                    | Anairis Quiñones    | Menczel Andrea         | James Sanders szerelme és bűntársa, aki csúcstechnológiás kesztyűkkel rendelkezik.                   |
| Carmilla Black                   | Anairis Quiñones    | Pájer Alma Virág       | A Skorpiók másodparancsnoka.                                                                         |
| Andre Lincoln                    | Matte Martinez      | Vida Bálint            | Lonnie öccse.                                                                                        |
| Mihail Szisztevics               | Travis Willingham   | Varga Rókus            | Bűnöző, Mila barátja.                                                                                |
| Thaddeus "Thunderbolt" Ross      | Travis Willingham   | Rosta Sándor           | Az Egyesült Államok külügyminisztere és egykori tábornok.                                            |
| Mila Masaryk / Unikornis         | Sarah Natochenny    | Varga Lili             | Bűnöző, aki egy nagy teljesítményű lézereket lövő high-tech sisakkal van felszerelve.                |
| Roxanna Volkov                   | Kari Wahlgren       | Ágoston Katalin        | Orosz bűnöző, Mila barátja.                                                                          |
| Klev                             | Zach Cherry         | Majorfalvi Bálint      | Járókelő, aki felveszi Minoru utcai versenyét.                                                       |
| Tony Stark / Vasember            | Mick Wingert        | Fekete Ernő            | Milliárdos és igazságosztó, aki páncélt visel.                                                       |
| Richard Parker                   | Josh Keaton         | Horváth-Töreki Gergely | Peter apja, aki jelenleg börtönben van.                                                              |

### Magyar változat
- Főcímdal: The Math Club feat. Gently Da Spittah’
- Magyar szöveg: Gáspár Bence
- Dalszöveg: Nádasi Veronika és Gently Da Spittah’
- Szakértő: Aradi Gergely
- Hangmérnök: Kertész Bertalan
- Vágó: Kajdácsi Brigitta
- Gyártásvezető: Hódos Edina
- Szinkronrendező: Tabák Kata
- Zenei rendező: Molnár Gábor
- Produkciós vezető: Hagen Péter
- Művészeti vezető: Jarek Wójcik

A szinkront a Disney Character Voices International megbizásából a Mafilm Audio Kft. készítette.

## Epizódok
| Sor. | Év. | Cím                                              | Rendező        | Író                             | Premier           |
| --- | --- | ------------------------------------------------ | -------------- | ------------------------------- | ----------------- |
| 1. | 1.  | Csodálatos álom (Amazing Fantasy)                | Mel Zwyer      | Jeff Trammell                   | 2025. január 29.  |
| Első napján a Midtown Gimnáziumban az elsős Peter Parker szemtanúja lesz, amint a varázsló Stephen Strange egy szimbiotikus idegen lénnyel csatázik, amely közben jelentős pusztítást végez az iskolában. Peter segít Strange-nek elfogni az idegent, ám közben megcsípi egy pók, amely Strange egyik portáljából bukkant elő a harc során. Néhány hónappal később Peter kifejleszti pókhoz hasonló képességeit, és titokban igazságosztóként, Pókemberként tevékenykedik. A Midtown Gimnáziumban történt pusztítás miatt most a Rockford T. Bales Gimnáziumba jár, ahol több diákkal is barátságot köt, köztük, Nico Minoruval, gyerekkori szerelmével, Pearl Pangannal és a focicsapat kapitányával, Lonnie Lincolnnal. Iskolába menet Peter megmenti Harry Osbornt egy bandától. Később sikeresen megállít két bűnözőt, akik a rendőrség elől menekülnek, és ezzel nyilvános figyelmet kap. Tanítás után hazatér lakásába, ahol egy üzletember, Norman Osborn várja. |     |                                                  |                |                                 |                   |
| 2. | 2.  | Parker szerencséje (The Parker Luck)             | Liza Singer    | Charlie Neuner                  | 2025. január 29.  |
| Norman felajánl Peternek egy exkluzív gyakornoki lehetőséget az Oscorp nevű vállalatánál, amit Peter elfogad. Másnap iskola után Peter az Oscorpba megy, ahol Carla Connors nevű tudóssal osztják be közös munkára. Egy szünet alatt Peter meglát egy híradós jelentést egy égő épületről, és Pókemberként a helyszínre siet, hogy kivizsgálja az esetet. Ott találkozik Butánnal, egy piromániás bűnözővel, aki fejlett technológiájú fegyverekkel támad rá. Peter legyőzi őt, de közben észrevesz egy ismerős logót a felszerelésén. Később visszatér az Oscorpba, ahol behívják Norman Osborn irodájába. Norman ekkor megmutatja neki a biztonsági felvételeket, amelyeken Peter éppen felölti Pókember-jelmezét. |     |                                                  |                |                                 |                   |
| 3. | 3.  | Válságban (Secret Identity Crisis)               | Stu Livingston | Jeff Trammell                   | 2025. február 5.  |
| Norman meghívja Petert egy privát vacsorára, ahol elárulja, hogy már korábban is gyanította, hogy Peter kapcsolatban áll Pókemberrel, miután Harry megmentése után nyomozott utána. Peter kezdetben visszautasítja Norman ajánlatát a partnerségre, de beleegyezik, hogy folytatja a gyakornokságát az Oscorpnál, hogy segíteni tudjon Maynek a számlák kifizetésében. Eközben Lonnie öccse csatlakozik a helyi 110. utcai bandához. Lonnie elmegy a banda főhadiszállására, hogy kimentse az öccsét, de Nagy Donovan arra kényszeríti, hogy maga is csatlakozzon a bandához, cserébe azért, hogy az öccse távozhasson. A helyi bűnözők, Maria Vasquez és James Sanders, egy titokzatos támogatótól fejlett technológiájú kesztyűket és csizmákat szereznek be, majd kirabolnak egy ékszerboltot. Pókember megpróbálja megállítani Mariát és Jamest, de a páros túljár az eszén. Norman segítségével azonban sikerül legyőznie őket, és észreveszi, hogy James csizmáján ugyanaz a logó található, mint Bután felszerelésén. Rájön, hogy segítségre van szüksége, ezért elfogadja Norman partnerségi ajánlatát. |     |                                                  |                |                                 |                   |
| 4. | 4.  | Nagymenő (Hitting the Big Time)                  | Liza Singer    | Charlie Neuner                  | 2025. február 5.  |
| Mivel a Bosszúállók megosztottá váltak a Szokóviai Egyezmény miatt, Norman úgy véli, hogy neki és Peternek kell New York védelmezőivé válniuk. Ennek érdekében Peter különböző ruhákat és személyazonosságokat próbál fel, amelyeket az Oscorp fejlesztett ki számára, hogy bővítse az arzenálját. Azonban a legtöbb öltözet vegyes eredményeket hoz. Eközben Nagy Donovan elküldi Lonnie-t, hogy hozzon ételt a 110. utcai banda számára, de útközben egy rivális banda, a Mac Gargan vezette Skorpiók megtámadják és üldözőbe veszik. Donovan a Skorpiók róla szerzett információit kihasználva kényszeríti Lonnie-t, hogy maradjon a bandában és ezzel megvédje a családját. Norman felismeri, hogy Peternek egy olyan öltözetre van szüksége, amely közelebb áll ahhoz, amit megszokott, ezért egy továbbfejlesztett, fehér verziójú Pókember-ruhát ad neki. Peter ebben a ruhában sikeresen megmenti azokat a civileket, akik egy orosz bűnözőcsoport szökési kísérletének tűzharcában rekedtek. Amikor visszatér Norman irodájába, véletlenül felfedi a kilétét Harry előtt. Bár a legtöbb orosz bűnözőt elfogják, Mila Masaryk elmenekül, és a lopott pénzt annak a titokzatos személynek viszi el, aki a bűnözőknek fejlett technológiájú felszereléseket biztosít: Otto Octaviusnak. |     |                                                  |                |                                 |                   |
| 5. | 5.  | Az Unikornis elszabadul! (The Unicorn Unleashed) | Stu Livingston | Jeff Trammell                   | 2025. február 5.  |
| Otto egy sisakot ad Milának, amely lézersugarakat tud kilőni a homlokából és elemzi ellenfele mozdulatait, miközben azt tervezi, hogy a bűnözőktől szerzett vagyon és az általa fejlesztett technológia segítségével nevet szerez magának. Norman úgy dönt, hogy Harrynek is részt kell vennie a Pókemberrel való együttműködésben, hogy helyettesítse őt, amikor elfoglalt. Mila, aki mostantól Unikornis néven tevékenykedik, segít bűntársainak megszökni a börtönből, és összecsap Pókemberrel. Majdnem sikerül megölnie őt, de Mihail Szisztevics megakadályozza, miután Mila csaliként használta őt a harc során. Ez lehetőséget ad Pókembernek, hogy elfogja őket. Bár Pókember megmenti az életét, Mihail bosszút esküszik bebörtönzése miatt. Peter elmegy a moziba Nicóval, és meghívja Harryt is, ami felzaklatja Nicót. Eközben Lonnie-t ismét arra kényszerítik, hogy kihagyja az amerikaifutball-edzést, hogy segítsen a 110. utcai bandának a Skorpiók elleni területi háborúban. Miután megmenti Nagy Donovant Gargantól, a banda tiszteletét vívja ki, és megkapja a „Sírkő” becenevet. |     |                                                  |                |                                 |                   |
| 6. | 6.  | Ördögöd van! (Duel with the Devil)               | Liza Singer    | Charlie Neuner                  | 2025. február 12. |
| Lonnie-t kirúgják a focicsapatból, mivel továbbra is kihagyja az edzéseket és az iskolát, de nem hajlandó elmondani Pearlnek, hogy a 110. utcai bandához fűződő kötelezettségei miatt teszi ezt. Peter meghívja Harryt és Nicót az otthonába, hogy közelebb hozza őket egymáshoz, de eltérő személyiségük miatt nehezen jönnek ki. Miközben Norman részt vesz egy jótékonysági vacsorán Thaddeus Ross társaságában, megtudja, hogy valaki betört az Oscorpba, ezért megkéri Petert, hogy járjon utána az ügynek. Pókember a tettest a Fenegyerek nevű igazságosztóban találja meg, aki azt gyanítja, hogy Norman valami sötét dolgot rejteget. Összecsapnak, és a harc végén Fenegyerek kiüti Pókembert. Miután Peter visszatér, Norman felfedi előtte, hogy egykori társa, Octavius áll a szuperbűnözők technológiája mögött, és úgy véli, hogy ő bérelte fel Fenegyereket a lopásra. Amikor Peter hazamegy, rájön, hogy Harry elárulta Nicónak a titkát, miszerint ő Pókember, miután a lány azt mondta, hogy ő sosem titkolna előle semmit. Nico dühösen elviharzik. Közben Lonnie sikeresen elkerüli Gargan helyettesét, Carmilla Blacket, de a nő végül mégis a nyomára akad, és követi őt a 110. utcai banda rejtekhelyére. Ezzel egy időben Octavius egy skorpiószerű páncéllal látja el Gargant. |     |                                                  |                |                                 |                   |
| 7. | 7.  | Skorpió beköszön (Scorpion Rising)               | Stu Livingston | Raven Koné                      | 2025. február 12. |
| Nico elkezdi figyelmen kívül hagyni Petert az iskolában, mert dühös rá, amiért titkolózott előtte. Közben Peter és Norman rájönnek, hogy Octavius gamma-sugárzást használ a technológiájában, és elkezdik követni a sugárzás nyomait a városban, hogy megtalálják őt. Eközben Harry elviszi Nicót enni, hogy meggyőzze, bocsásson meg Peternek. A kettőjük közötti feszültség enyhül, miután Harry megtanítja Nicót vezetni, és együtt részt vesznek egy spontán utcai versenyen egy felelőtlen sofőr ellen. Bár Nico még mindig nehezen bocsát meg Peternek, Harry elmondja neki, hogy Peter valószínűleg az ő védelme érdekében tartotta titokban a dolgot. Nico elgondolkodik ezen, majd bocsánatot kér Harrytől, amiért korábban rosszul bánt vele, és barátjának nevezi őt. Pearl időközben Andre-tól megtudja, hogy Lonnie a 110. utcai bandához csatlakozott, és szembesíti őt a rejtekhelyükön. Lonnie továbbra is eltaszítja magától, de ekkor a bandát megtámadja Gargan, aki most már Skorpió néven emlegeti magát. Pókember megmenti Pearlt és Lonnie-t, miközben a banda elmenekül, ő pedig összecsap Gargannal. Norman, aki épp Octavius nyomait követi, csak minimálisan tud segíteni Peternek a harcban, aminek következtében Peter súlyosan megsérül: egy gamma-sugárzással feltöltött és dühöngő Gargan átszúrja. Mielőtt azonban végzetes csapást mérhetne rá, Norman egy siklót küld, hogy kimenekítse Petert.                                               |     |                                                  |                |                                 |                   |
| 8. | 8.  | Összekuszált szálak (Tangled Web)                | Liza Singer    | Charlie Neuner                  | 2025. február 12. |
| Peter megrendül a Skorpióval vívott harca után, és elbizonytalanodik abban, hogy valóban képes-e legyőzni őt. Norman ultimátumot ad neki: vagy felnő a feladathoz Pókemberként, vagy véget vet a partnerségüknek. Peter összeroppan May előtt, és elmondja, mennyire nyomasztó számára ez az egész élethelyzet. May párhuzamot von a saját érzéseivel, amelyeket Ben bácsi halála után tapasztalt. Norman információi alapján Ross tábornok Vasember segítségével letartóztatja Octaviust. Másnap Peter átmegy Pearl házához, hogy segítsen neki egy iskolai feladatban. Eközben Lonnie meglátogatja Pearlt, és elmondja, hogy a 110. utcai banda Skorpió ellen készül, de Pearl szakít vele, miután Lonnie visszautasítja a bandából való kilépést. Időközben Mila és Mikhail egyik embere, Dimitrij Szmergyakov, információt ad a bandának Octavius egyik elhagyatott rejtekhelyéről, és a banda elhatározza, hogy felhasználják a technológiát Skorpió legyőzésére. Peter beszél Normannel a dilemmájáról, aki azt mondja neki, hogy Skorpió azért győzte le, mert visszafogta magát, és hogy a nagy erő nagy tiszteletet követel. Távozása után Harry felfedi Peter előtt, hogy az Oscorp tudósai kifejlesztettek számára egy új, piros-kék Pókember-ruhát. |     |                                                  |                |                                 |                   |
| 9. | 9.  | Hős vagy gonosztevő (Hero or Menace)             | Liza Singer    | Jeff Trammell                   | 2025. február 19. |
| Norman meglátogatja Ottót a börtönben, hogy dicsekedjen azzal, hogy köze volt a letartóztatásához, és elárulja neki, hogy az Oscorp lefoglalja a technológiáját. A 110. utcai banda megpróbálja eltéríteni a szállítmányt, de Pókember közbelép, hogy megakadályozza őket. Ekkor megérkezik Skorpió és emberei, és azonnal összecsapnak a másik bandával. Nagy Donovan elmenekül a harc elől, miután Skorpió majdnem megöli. Eközben Lonnie egy rejtélyes gáz hatásának van kitéve, miközben Octavius technológiáját kutatja, ami szuperemberi erőt és ellenálló képességet ad neki. Új képességeivel összefog Pókemberrel, hogy együtt vegyék fel a harcot Skorpióval. Gargan végül Lonnie-t fém gerendák alá temeti, mire Peter Norman tanácsára abbahagyja a visszafogottságot, és majdnem megöli Skorpiót, de Lonnie megállítja, és hagyja, hogy a rendőrség elfogja őt. Miután látta Pókembert akcióban, Nico megbocsát Peternek a hazugságaiért, és újra barátok lesznek. Később Norman megköszöni Peternek, hogy megállította Skorpiót, de kiderül, hogy az Oscorp tudósaival együtt azon dolgozik, hogy replikálja Pókember képességeit azzal, hogy egy pókot fecskendez meg Peter vérével. |     |                                                  |                |                                 |                   |
| 10. | 10. | Ha ez a végzetem... (If This Be My Destiny...)   | Stu Livingston | Charlie Neuner és Jeff Trammell | 2025. február 19. |
| Norman felfedi, hogy a gyakornokok munkáját felhasználva létrehozta a Monolith projektet, egy kaput a kozmoszba, amelyet arra tervez, hogy új erőforrásokat biztosítson. Doctor Strange megérkezik, hogy megállítsa őt, de Norman emberei lefegyverzik Strange-et, és aktiválják a kaput, amely megidézi a Midtown High-t korábban megtámadó szimbiotikus idegen lényt. Pókember összefog Strange-dzsel, hogy harcoljanak a teremtmény ellen, miközben Strange visszautazik a múltba, ezzel elindítva az eredeti csatát a Midtown High-ban, és közvetetten azt is előidézve, hogy Peter megcsípje az a pók, amely velük együtt került az időkapuba. Végül Pókember és Strange sikeresen visszaküldik az idegent a bolygójára, és elpusztítják a kaput. Harry úgy dönt, hogy saját céget alapít, a Worldwide Engineering Brigade-ot (W.E.B.), hogy olyan fiatal zseniket, mint az Oscorp gyakornokai, meghívja, és lehetőséget adjon nekik a tudományos munkájuk folytatására, anélkül hogy az apja kizsákmányolná őket. Asha és Jeanne (aki titokban Fenegyerek társa, Fortély) csatlakozni akarnak, míg Cho elutasítja az ajánlatot, és inkább teljes munkaidőben az Oscorpnál marad. Lonnie is meghívást kap, miközben a 110. utcai banda új vezetőjévé válik. Norman a romok között kutatva észreveszi, hogy a szimbióta egy része hátramaradt a csata után. Eközben Octavius a szökését tervezi, míg May meglátogatja a börtönben Peter bebörtönzött apját, Richard Parkert. |     |                                                  |                |                                 |                   |

## A sorozat készítése
2021 júniusára a Marvel Studios Animation legalább három újabb animációs sorozaton dolgozott a Disney+ sorozatuk, a Mi lenne, ha…? mellett. Júliusban arról számoltak be, hogy ezek a projektek különböző fejlesztési szakaszokban vannak, és várhatóan csak 2023-tól debütálnak. Ezek közé tartozott a Spider-Man: Freshman Year, amelyet hivatalosan a Disney+ Day alkalmával jelentettek be 2021 novemberében, Jeff Trammell vezető íróként való közreműködésével. Trammell azért kapta a lehetőséget a sorozat fejlesztésére, mert korábban egy másik animációs projektet javasolt a Marvel Studios elnökének, Kevin Feige-nek, valamint az animációs részleg vezetőjének, Brad Winderbaum-nak. Mel Zwyer lett a sorozat felügyelő rendezője, míg Stu Livingston epizódrendezőként működött közre. A vezető producerek között szerepelt Feige, Louis D'Esposito, Winderbaum, Dana Vasquez-Eberhardt és Trammell is. A San Diego-i Comic-Conon 2022 júliusában a Marvel Studios Animation a Spider-Man: Freshman Year-t és a többi projektet a „Marvel Animált Multiverzum” részeként jellemezte. Egy második évadot is bejelentettek Spider-Man: Sophomore Year címmel. 2023 decemberére a sorozatot átnevezték A barátságos és közkedvelt Pókemberre, amely szélesebb narratívát tükrözött. 2025 januárjában Trammell tisztázta, hogy a sorozat nem korlátozódik egyetlen iskolai év eseményeinek bemutatására évadonként, ami nagyobb rugalmasságot sugall a történetvezetés és az idővonal terén.